# 小行星4951
小行星4951（英語：4951 Iwamoto）是一颗围绕太阳公转的小行星。1990年1月21日，水野義兼、古田俊正在可儿市发现了此天体。
这颗小行星的绝对星等为13.3等。